# Taza
Taza (in arabo تازة‎?; in berbero: ⵜⴰⵣⴰ) è una città del Marocco situata nella parte nord-orientale del Paese, capoluogo dell'omonima provincia, nella regione di Fès-Meknès. È una delle destinazioni preferite dagli amanti della natura di montagna e da chi pratica I'esplorazione speleologica, I'escursionismo e l'alpinismo.
Situata a sud del Rif, è composta da due "città" un tempo separate, costruite su terrazze separate che dominano una valle di montagna: la città vecchia (medina), che si trova a un'altitudine di circa 1.900 piedi (580 metri) sul livello del mare, è circondata da fortificazioni, monumenti barbacani, moschee e una madrasa (collegio religioso) del XIV secolo; la città più nuova invece, fondata dai francesi nel 1920, si trova in una pianura fertile a un'altitudine di 1.500 piedi (450 metri). I resti fossili sono la prova che le grotte nella zona erano abitate già nel Paleolitico. La città si trova in un passo di montagna noto come Taza Gap, attraverso la quale ondate successive di invasori si spostarono verso ovest sulle pianure costiere atlantiche dell'Africa nord-occidentale.
Comprende tipi di tribù berbere e diverse culture amazigh e tribali. La città si distingue per il suo paesaggio naturale rappresentato da montagne e grotte, tra cui la Grotta Friouato e Bab Boudir.
La città è conosciuta anche come Thaza, Ṯaza, Tāzah, Taza El Jadida.

## Etimologia
La nomenclatura deriva probabilmente dalla lingua berbera, in particolare dalla radice Tizi, che significa "passo" o "valico". Questo etimo è strettamente legato alla posizione geografica della città, situata tra le montagne del Rif e del Medio Atlante, in un punto strategico che collega le pianure orientali del Marocco con quelle occidentali.
Nel corso della storia, ha giocato un ruolo fondamentale come crocevia e punto di controllo tra diverse regioni del paese. Il suo nome riflette questa importanza come luogo di transito e collegamento.

## Società

### Comunità ebraica

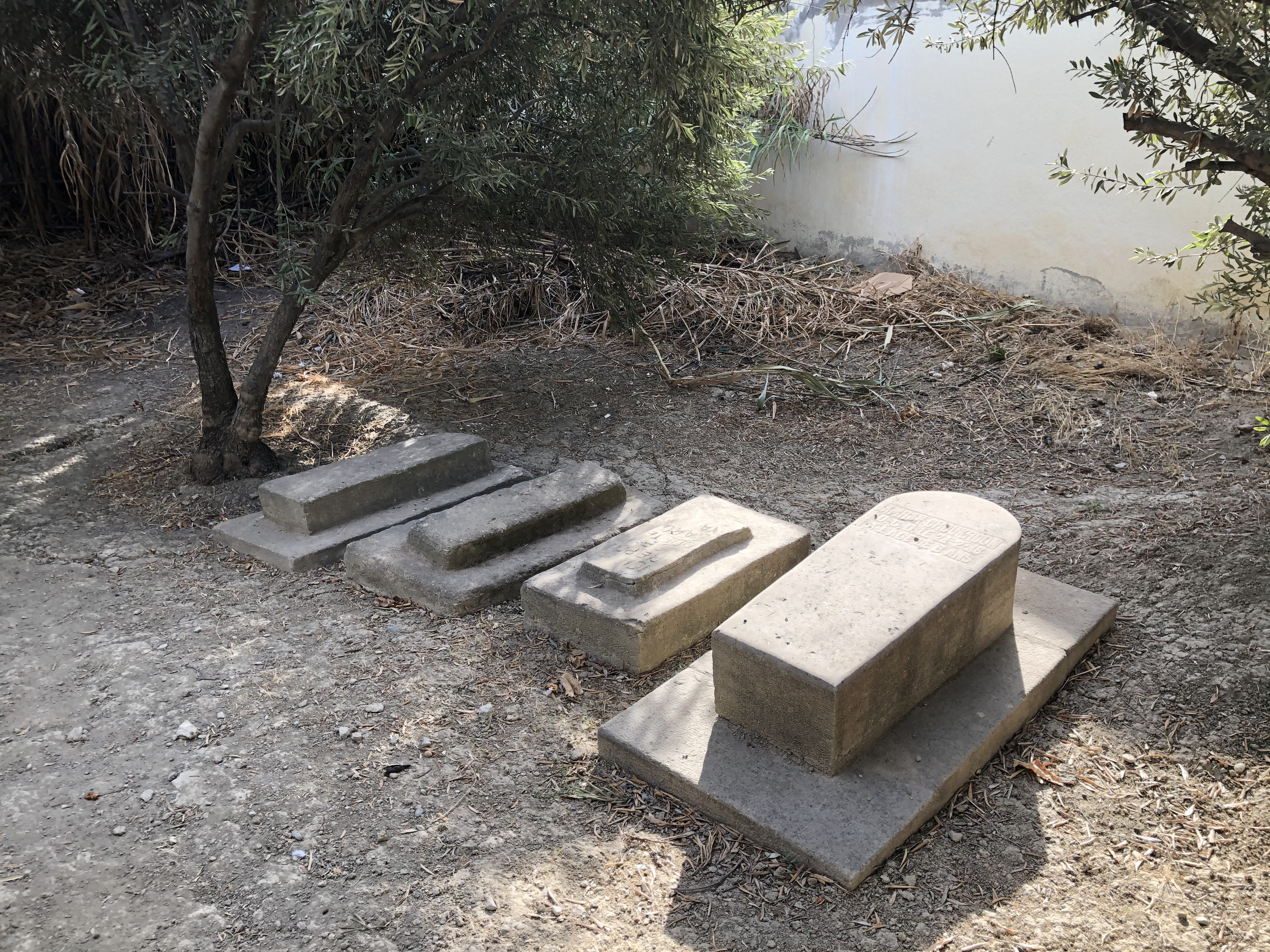
Cimitero ebraico a Taza

La città è stata storicamente sede di una cospicua comunità ebraica, che contava 520 membri nel 1951, emigrata in massa verso Israele e Francia negli anni 1950 e 1960.

### Evoluzione demografica
Abitanti censiti

### Etnie e minoranze straniere

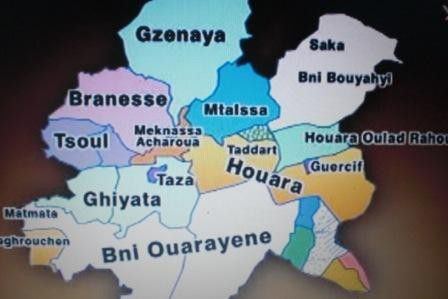
Tutte le tribù che compongono i dintorni di Taza

Sebbene sia situata nel cuore del Paese della Ghiata, la città riunisce tribù berbere di lingua araba come i Branès, Tsoul, Miknasa, Haoura Lahlafe ma anche tribù di lingua berbera come le tribù rifiane Ibdarsen (Mtalsa), Igzennayen (Gzenaya), Aït Bouyahyi ma anche l'Aït Warayn di Tazekka così come l'Aït Seghrouchen...
Taza avrebbe un proprio dialetto urbano (dialetti urbani pre-hilaliani).
Da notare che la medina di Taza è (o "era", prima dell'indipendenza del Paese) abitata da alti funzionari Fassis,
famiglie commerciali provenienti da Tlemcen o Fez, discendenti di andalusi, Chorfas e Aïssawa, ebrei così come diverse famiglie urbane delle tribù di lingua araba o rifiano/medio Atlante orientale della provincia.
Per quanto riguarda gli stranieri, nella città ci sono piccoli gruppi di migranti subsahariani, europei (principalmente francesi e spagnoli) e lavoratori cinesi legati a progetti infrastrutturali.

### Religione
A Taza, come in gran parte del Marocco, la religione predominante è l'Islam. La popolazione segue principalmente la scuola giuridica malikita del sunnismo, che è la corrente predominante. La città ha anche una forte tradizione di spiritualità islamica, con una presenza significativa di sufi e di marabouts (santi locali), che sono venerati per le loro virtù religiose. I marabouts sono spesso oggetto di pellegrinaggi e le loro tombe sono luoghi di culto e preghiera, dove i credenti si recano per chiedere benedizioni e intercessioni.
Alcune minoranze religiose, inclusi ebrei e cristiani, hanno presenza limitata e le loro pratiche religiose sono generalmente concentrate in ambiti privati.

### Lingue e dialetti
Il tradizionale dialetto arabo urbano di Taza è di tipo pre-hilalico. Oggi è tendenzialmente preservato dalle donne delle antiche famiglie della città, in quanto considerato espressione di femminilità e di eleganza, mentre gli uomini sono generalmente incoraggiati ad adottare la koinè araba marocchina. Tra le principali caratteristiche fonetiche e morfologiche si cita l'uso dei fonemi /ɹ/ al posto di /r/ e di /q/ al posto di /g/ (a esclusione della parola qāl, dove viene adottato il fonema /ʔ/) e l'assenza della distinzione del genere nei verbi.

### Tradizioni e folclore

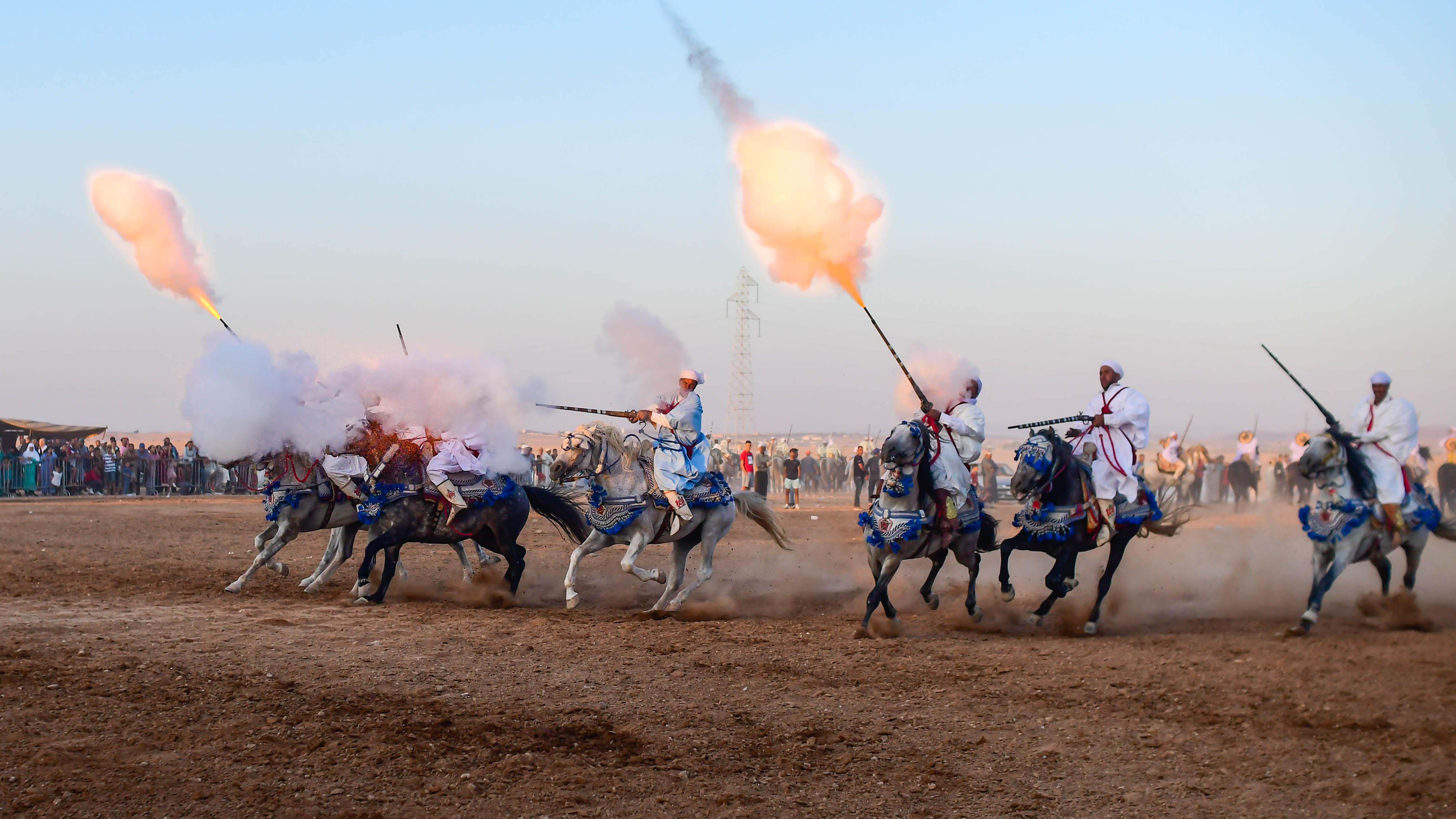

A Taza, la Tbourida si svolge principalmente durante i moussem religiosi, in occasione di feste agricole, eventi nazionali e festival culturali locali. Tra le celebrazioni più importanti figurano il Moussem di Sidi Abdeljabbar e altre festività tradizionali della regione. L’evento coinvolge cavalieri vestiti con abiti tradizionali e cavalli decorati, riflettendo il forte legame della città con il proprio patrimonio culturale.

### Istituzioni, enti e associazioni
Il Comune e la Provincia gestiscono servizi pubblici e infrastrutture. Il polidisciplinare e le scuole locali offrono istruzione di qualità. Le associazioni culturali promuovono la cultura berbera, mentre quelle sociali forniscono supporto ai bisognosi. Le associazioni di sviluppo favoriscono progetti economici e il turismo sostenibile. Le moschee e i centri religiosi organizzano attività spirituali e sociali. Infine, ospedali e cliniche garantiscono l'assistenza sanitaria. Taza combina tradizioni e modernità per sostenere lo sviluppo locale.

## Geografia fisica

### Posizione
Taza si trova a 220 km da Oujda, 117 km da Fès e 114 km da Al Hoceïma, nel “corridoio Taza” che separa il Rif dal Medio Atlante.  La città è naturalmente protetta dalla sua posizione dominante che domina Oued Taza.  L'esploratore francese Charles de Foucauld elogiò la qualità difensiva del suo sito: “sostenuto a sud da un'alta catena montuosa, delimitato da precipizi a nord e a ovest e da un terrapieno molto ripido a nord-ovest, è facilmente accessibile solo da un lato, il sud-est”.

### Clima
Il clima di Taza si può definire mediterraneo, anche se l'estate è particolarmente calda. Il mese più freddo è gennaio, con 10,8 °C, e quello più caldo è agosto, con 29,3 °C. Ogni tanto, come nel marzo 1993, nel gennaio 2005 e nel gennaio 2017, può nevicare.
Le precipitazioni ammontano a 555 millimetri all'anno: sono dunque ad un livello intermedio. Nel mese meno piovoso (luglio) ammontano a 2 mm, nel più piovoso (dicembre) ammontano a 85 mm.
Si registrano in media 2995 ore di sole all'anno.
| Taza                         | Mesi | Mesi | Mesi | Mesi | Mesi | Mesi | Mesi | Mesi | Mesi | Mesi | Mesi | Mesi | Anno  |      |
| Taza                         | Gen  | Feb  | Mar  | Apr  | Mag  | Giu  | Lug  | Ago  | Set  | Ott  | Nov  | Dic  | Anno  |      |
| ---------------------------- | ---- | ---- | ---- | ---- | ---- | ---- | ---- | ---- | ---- | ---- | ---- | ---- | ----- | ---- |
| T. max. media (°C)           | 15   | 17   | 20   | 22   | 27   | 32   | 37   | 36   | 31   | 26   | 20   | 16   | 25    | 24,9 |
| T. min. media (°C)           | 6    | 7    | 9    | 11   | 14   | 18   | 21   | 22   | 18   | 15   | 10   | 7    | 13    | 13,2 |
| Precipitazioni (mm)          | 73   | 71   | 73   | 58   | 27   | 6    | 2    | 5    | 20   | 56   | 79   | 85   | 555   |      |
| Ore di soleggiamento mensili | 190  | 190  | 230  | 245  | 290  | 310  | 345  | 320  | 270  | 235  | 190  | 185  | 3 000 |      |

### Trasporti

#### Rete stradale
Taza è accessibile da est e da ovest prendendo una delle due uscite dell'autostrada A2 che la collega a Rabat e Oujda. È accessibile anche dalla strada nazionale N6 che collega Fez a Oujda. Taza è collegata alla città di Al-Hoceïma, grazie alla superstrada A29, ma anche in Midar, Driouch e Nador da Kassita utilizzando la strada nazionale N2.

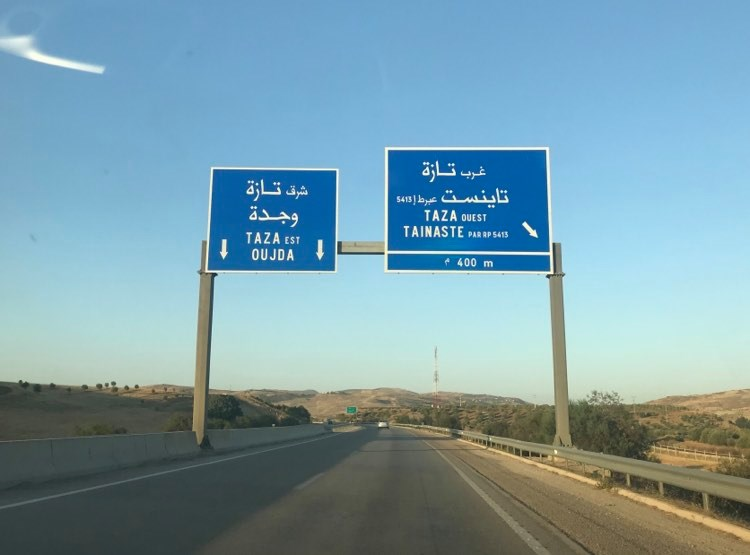
L'A2 all'uscita Taza-Ovest, direzione Oujda

#### Trasporto pubblico
I “Taxi Blu”, detti anche “Petit Taxi” sono utilizzati come mezzo di trasporto per gli spostamenti all'interno del perimetro urbano. Accettano fino a tre passeggeri alla volta. La compagnia "Foughal Bus" (Hamlat Fugāl) offre diverse linee all'interno del perimetro urbano, ma anche tra i sobborghi della città e una decina di chilometri fuori Taza. La rete degli autobus è in fase di rinnovamento, con l'arrivo di nuovi autobus moderni.
È in fase di fine costruzione una stazione degli autobus situata all'ingresso est della città, in sostituzione di quella nel centro cittadino.

#### Rete ferroviaria
La località di Taza si trova sulla linea ferroviaria Fez-Oujda, che la collega alle principali città del Marocco:
• via Fez: Meknes, Rabat, Casablanca, Marrakech e Tangeri;
• via Taourirt: Nador e Oujda.
L'elettrificazione della linea è prevista per il 2014. È in costruzione una nuova stazione ferroviaria, sempre nella stessa posizione.

#### Urbanistica

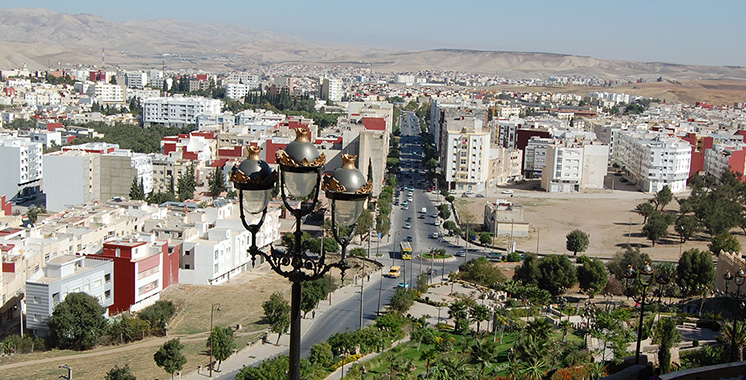
Veduta della Città Nuova, da Taza-Haut e dalla scalinata Bab Jemâa

La topologia dell'area ha imposto uno schema urbanistico diffuso. Vista dall’alto la città assume la forma di una “T”. Prende le sue radici dall'alto di Taza e si estende verso nord, fino a raggiungere il letto dell'uadi Larbaâ. Da quel momento in poi, la pianificazione urbana si diffonde verso est e ovest lungo la nazionale N6 che collega Rabat a Oujda.
All'alba dell'indipendenza, la città era costituita dalla medina di Taza Haut, il quartiere europeo che occupava la quasi collina chiamata "Adrar n Illouz". La gente generalmente lo pronuncia “Draâ louz”. Questo quartiere divenne il centro della città, e infine, qualche chilometro più in basso, il quartiere della stazione.
Negli anni successivi (anni '60, '70) sorsero quartieri a metà strada tra il centro città e la stazione (Bit goulem, Gaada, Wrida, Bin Jradi).
Negli anni '80 sono comparsi altri quartieri, soprattutto nella parte nord della città (Massira e Quds), quartieri che si sono ampliati e sviluppati fino ai giorni nostri. Lo scopo di questa estensione era l'eliminazione delle baraccopoli. Fu un successo, poiché nel 1986 la città fu dichiarata senza baraccopoli. La popolarità è tale che tratti come (Massira II) sono del tipo villa.
Gli anni '90 hanno segnato l'inizio dell'urbanizzazione del centro città - asse Taza Haut. Si tratta di edifici di 6 o 7 piani che occupano un'area strategica contenuta tra le strutture pubbliche (comune, spazi, protezione civile, ospedale ibn baja, scuole superiori e collegi, ecc.) e dall'altro lato siamo in fondo alla roccia rialzata un centinaio di metri circa. Questa zona confina anche con i quartieri chic di Qessou-meddah, Friouato e Hay Chouhada (sviluppati nel corso degli ultimi tre decenni).
Più recentemente questa zona continua a trasformarsi e promette una vista superba dall'alto della città. L'urbanistica si estende ormai anche lungo la strada di Fez per diversi chilometri in modo discontinuo fino a raggiungere la regionale R508 (direzione Tainaste).
Il piano di sviluppo prevede un collegamento diretto tra Taza West (ai “ponti bianchi”) e Taza Haut.

#### Frazioni
La città è suddivisa in aree urbane e rurali:
- Aree urbane: comprendono la medina storica (Taza el-Bali), la parte moderna (Taza el-Jadida) e quartieri come Ennour, Massira, Bouchtat e Guercif.
- Aree rurali: includono villaggi come Bab Boudir (montuoso), Ras El Ma (sorgenti e agricoltura), Ouled Amrane, Ouled Bourima, Ait Seghrouchen, Aknoul e Maghraoua, spesso abitati da comunità berbere.

Le frazioni si distinguono per paesaggi naturali, storia e tradizioni.

## Storia
Taza è una città atlante-rifiana che si sviluppò attorno al convento fortificato costruito dai Miknasa nel X secolo, che si ribellarono al governatore di Kairouan e si rifugiarono in Marocco. La sua posizione strategica tra il Rif e l'Atlante, quindi nel pre-Rif, ne fa una roccaforte militare ambita dai popoli provenienti dall'est, desiderosi di conquistare le terre marocchine. Taza passò a sua volta nelle mani delle dinastie che salirono al potere in Marocco.

### Preistoria
Molti indizi sparsi per la città attestano la presenza umana (le grotte di Loghmari, il ponte Qarn Ennasrani...). Gli scavi archeologici intrapresi durante il protettorato francese hanno rivelato molti oggetti rinvenuti nel museo Taza Haut.

### Idrisidi
La fedeltà delle tribù che vivono nella regione di Taza e nella valle dell'Inaouen (Branes, Ghiata, Tsoul...) al fondatore della dinastia Idriside ha permesso alla città di essere un punto strategico per il nascente impero. Alla morte di Idris II nell'828, suo figlio Mohammed creò una federazione e affidò a suo figlio Daoud il paese di Houara, Tsoul, Miknasa e Branes, Daoud si stabilirono a Taza.

### Miknasa
Nell'anno 910 Taza era già stata presa dai Miknasa sotto la guida di Messala ibn Habbous.
Nel 920, suo cugino Moussa Ibn Abi Elafia ricevette il comando della regione tra Fez e il territorio fatimide.
Dal 931, Moussa Ibn Abi Elafia voltò le spalle ai Fatimidi e proclamò l'autorità degli Omayyadi. Finì per essere sconfitto dai Fatimidi, si ritirò a Taza dove costruì un Ribat. Nel 936, Taza tornò sotto l'autorità dell'Idriside Al-Qasim Gannun Ibn Ibrahim, alleato dei Fatimidi, Moussa Ibn Abi Elafia si rifugiò nel deserto.

### Almoravidi/Almohadi
Nel 1074, il sultano Almoravide Youssef Ibn Tachfin conquistò la città. Taza rimase sotto l'autorità degli Almoravidi per tutto l'XI secolo.
Le Memorie di El Baldaq, che forniscono una cronologia abbastanza precisa delle campagne di Abd al-Mumin nel nord del Marocco, collocano la presa di Taza da parte di quest'ultimo nel 1141-1142. La città fu dichiarata capitale provvisoria degli Almohadi.
La grande moschea di Taza sarebbe stata costruita negli anni successivi al 1142.
Secondo il Kitab El Istibsar, le mura almohadi della città furono completate nel 1172.

### Merinidi
Al declino degli Almohadi, i loro successori Merinidi occuparono Taza a partire dal 1216. Era allora considerata “la chiave e la serratura del Gharb”, come sottolinea l’autore del Bayân:
È sul méchouar che si trova la scuola Merinide, di cui Abou El Hassan Ali dotò la città.
Il sultano Abu Yahya ibn Abd al-Haqq nominò suo fratello Abu Yusuf Ya'qub ibn 'Abd al-Haqq Wali di Taza nel 1244: rimase tale fino al 1258, quando divenne sultano al posto del fratello, morto di malattia.
La ricostruzione della grande moschea almohade di Taza da parte del sultano Abu Ya'qub Yusuf al-Nasr, dal 1292 all'ottobre 1293, segna la costruzione della prima costruzione conservata di influenza merinide.
Il suo successore e figlio Sultan Abu Thabit 'Amir (Abou Rebia), morto nel novembre 1310, fu sepolto nel sahn della grande moschea. La sua stele funeraria è ancora presente oggi.
Il successore Abu Said fu sconfitto e assediato a Taza e costretto dal figlio Abû `Ali nel 1315 ad abdicare e mantenere solo il comando di Taza e della sua regione. Poco dopo, i partigiani di Abû `Ali si unirono ad Abu Said a Taza, quest'ultimo marciò su Fez ma perdonò suo figlio per il suo tradimento e designò l'altro figlio Abu Al-Hassan principe ereditario.
La Madrasa di Taza fu fondata dal sultano Abu Al-Hassan nel 1323.

### Sa'diani
• Il principe s'adiano Ennasser ben el-Ghalib, figlio del sultano Abd Allah al-Ghalib, costituì il suo esercito a Melilla che partì il 14 aprile 1595 in direzione di Taza che occupò lo stesso anno. L'anno successivo cadde in un'imboscata e fu ucciso vicino a Taza dall'esercito del sultano Ahmad al-Mansur.
• Il sultano Ahmad al-Mansur, che voleva chiudere ai turchi la porta del Marocco, intraprese il restauro dei bastioni di Taza e il loro adattamento alle nuove condizioni di guerra d'assedio, alle quali rispose il Bastione, che costruì tra "1578 e 1603".

### Alawiti
Nel XVII secolo, per aprire le porte di Fez, Mulay al-Rashid si impossessò di Taza e vi si stabilì nel 1665. Divenne il primo sultano della dinastia alawide, ancora in carica oggi. Mulay al-Rashid costruì il suo Dar el Makhzen a sud della città, di fronte alla Grande Moschea. Ma non dimenticò il grande santuario della sua capitale provvisoria.

#### XIX secolo
Nel 1803, durante il suo viaggio in Africa e in Asia, Domingo Badia y Leblich (Ali Bey al-Abbasi) disse:
Più avanti nel suo libro, aggiunge:
Nel 1883, mentre l'esploratore Charles de Foucauld soggiornò in città dal 30 luglio al 6 agosto, si riferì in parte alla testimonianza di Ali Bey al-Abbasi. Descrive le "acque deliziose e ghiacciate" delle sue numerose sorgenti e i "superbi giardini" i cui alberi da frutto hanno "un'elevazione straordinaria". Tuttavia l'esploratore, deluso dal contrasto con la descrizione di Ali Bey, racconta il decadimento della città per la sua occupazione da parte dei guerrieri Ghiata:
Conclude con enfasi questa descrizione dopo aver affermato che la Ghiata faceva di Taza "la città più miserabile della Terra":

#### XX secolo
Nel 1902, Rogui Bou Hamara (Rogui: pretendente al trono, Bou Hamara l'uomo con l'asino), notabile della corte del sultano Abd el-Aziz, tornò sotto falsa identità in Marocco dopo un esilio in Algeria. Finge di essere il fratello del sultano (Moulay M'hammed) e si fa proclamare sultano a Taza. Sotto la copertura di sentimenti pii, guida i berberi della regione alla rivolta contro il vero sultano. Bou Hamara rimase padrone della città per sette anni. Dopo aver venduto le concessioni minerarie agli spagnoli, perse l'appoggio delle tribù del Rif che lo scacciarono violentemente dal Rif. Fu catturato nel 1909 e poi consegnato alle bestie feroci, fucilato e bruciato a Fez per ordine del sultano Moulay Abd al-Hafid.
In conformità con il trattato firmato il 30 marzo 1912, Taza fu posta sotto protettorato francese il 10 maggio 1914 e tale rimase fino all'indipendenza del Regno del Marocco.
A partire dagli anni '70, la maggioranza dei Twaza andò a stabilirsi in Francia (nella regione parigina, in Linguadoca-Rossiglione, nel Vaucluse o anche nel Paese d'Arles) in città di medie dimensioni come Avignone, Nîmes, Arles, Cavaillon, Béziers, Le Mans, Auxerre, Agen... dove troviamo grandi comunità marocchine originarie di Taza, ma anche di Belgio, Paesi Bassi o Germania.

## Sanità
La sanità a Taza include l'Ospedale Provinciale Ibn Bajja come principale struttura pubblica, con reparti di base e pronto soccorso. Sono presenti anche centri di salute di base per medicina generale e assistenza materno-infantile, oltre a cliniche private per servizi specialistici. Numerose farmacie sono disponibili, alcune con servizio notturno.
Le sfide includono carenze di personale e risorse, mentre per trattamenti complessi è spesso necessario recarsi in città come Fès. Tuttavia, il governo sta investendo per migliorare l'assistenza sanitaria, anche nelle aree rurali. Per i visitatori è consigliabile avere un'assicurazione sanitaria per accedere alle strutture private.

## Monumenti e luoghi di interesse
La medina di Taza e i suoi dintorni sono classificati come patrimonio architettonico e urbano a livello nazionale. Attualmente è in fase di riabilitazione.

### La medina

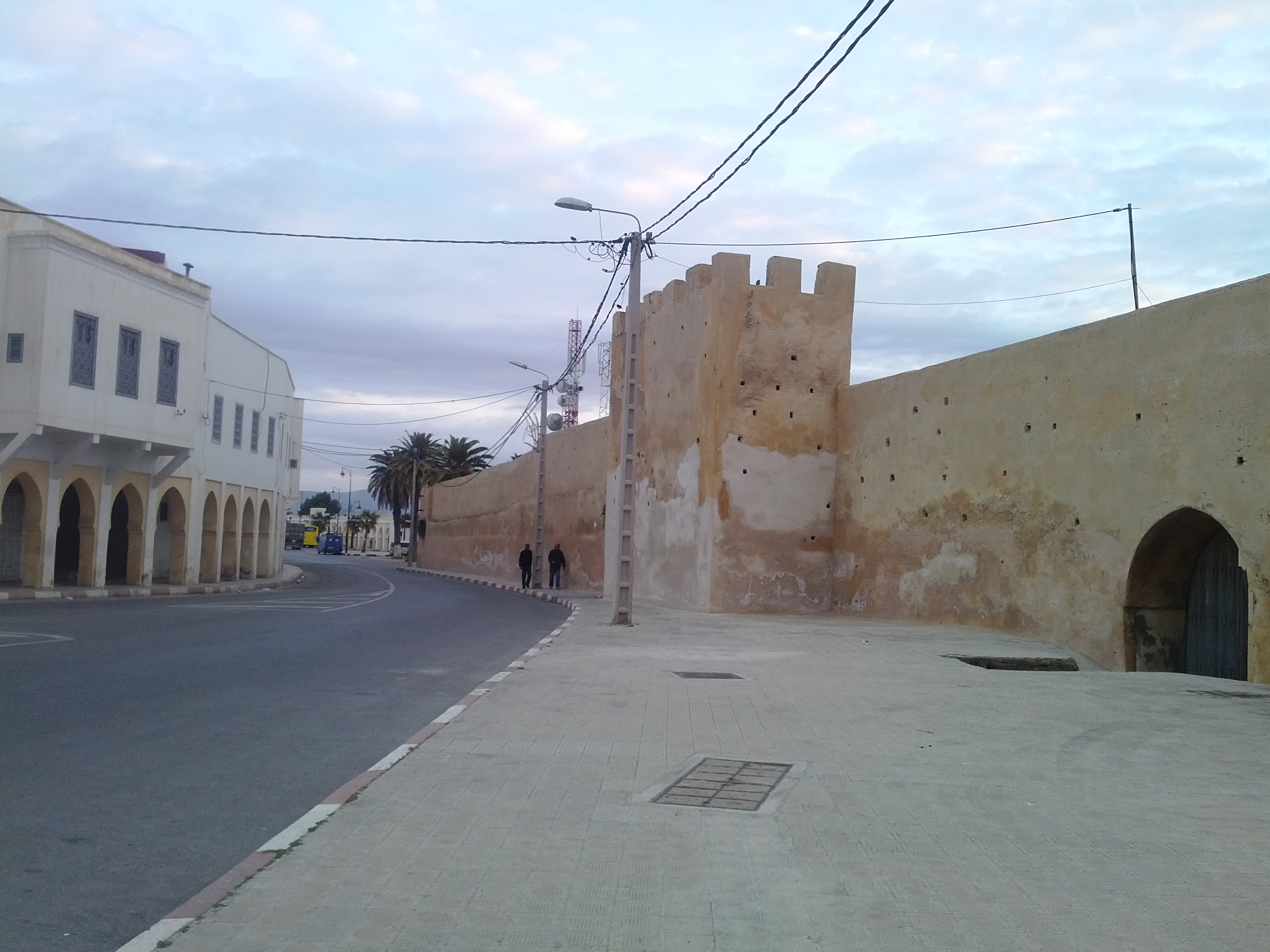
Antica medina di Taza

Fondata nel 1135 da 'Abd al-Mu'min, la Grande Moschea fu ampliata nel X secolo sotto i Merinidi. Girando intorno al santuario sulla destra, si incontrano diverse porte riccamente decorate prima di raggiungere una lunga strada dritta che costituisce l'arteria principale della medina. Su entrambi i lati, si trovano case borghesi le cui rare finestre, a volte sormontate da un baldacchino, sfoggiano grate ornate; antichi architravi in cedro intagliato nobilitano le porte borchiate e dai colori vivaci. Oltre il mausoleo di Sidi Azouz (XII secolo), si entra nel quartiere del suk, dominato dal minareto della Moschea del Mercato.
È nei suk, parzialmente coperti da mura, tralicci o canne, che Taza ha meglio conservato il suo carattere di città berbera; vi si possono ammirare in particolare le stuoie e i tappeti realizzati nella vicina montagna dalla tribù Bni Ouarayene. Svoltando a sinistra dopo la Moschea del Mercato, si entra nella Kissaria. Più avanti, la strada si allarga e si apre su un mechouar.
Diversi passaggi ad arco circondano la Moschea Andalusa (minareto del XII secolo); attraverso la via Andalusa, si raggiunge (sulla sinistra) Piazza Moulay Hassan/Aharrach.

### La Grande Moschea

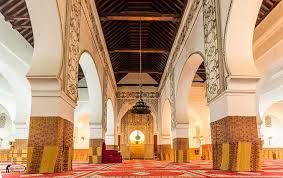
Interno della Grande Moschea di Taza

Questa moschea almohade fu consacrata nel 1135 e ristrutturata dai Merinidi e successivamente dagli Alawiti. Costruita durante il regno del sultano almohade 'Abd al-Mu'min nell'XI secolo, la Grande Moschea di Taza è considerata uno degli edifici religiosi più belli del mondo arabo-musulmano. Fu durante il restauro delle fortificazioni della città che gli venne l'idea di costruire Jamaâ El Kébir. Questo luogo di preghiera è famoso per la sua architettura in stile arabo-moresco.
Il suo minareto rivela la sobrietà dell'architettura almohade. Si erge sopra i tetti dell'antica medina e domina la piazza e le aree circostanti.
La moschea che la ospita fu restaurata per la prima volta nel 1291. Successivamente, sotto il regno del sultano Abu Yakub, furono eseguiti lavori di ampliamento. La grande moschea di Taza si distingue per la sua forma a T, con navate perpendicolari alla Qibla, ma ciò che è particolarmente degno di nota è la cupola interamente traforata, con una rete di nicchie polilobate e "muqarnas" nei pennacchi. Le nervature, che formano un motivo a stella al centro, non hanno alcuna funzione portante. Le sculture sono ridotte a favore dell'esecuzione e della finezza dei dettagli.
La moschea è nota per il suo minbar in legno intagliato e intarsiato e per il suo lampadario in bronzo, uno dei più antichi del paese, importato dall'Andalusia dopo la battaglia di Alarcos. Realizzato in ferro battuto, pesa circa tre tonnellate. Fu commissionato dal principe merinide Abu Yaâqub Yusuf. Reca un'iscrizione circolare datata 694 AH/1294-1295 d.C. Si distingue anche per il suo carattere eccezionale. Misura 4 m di altezza e 2,50 m di larghezza. Contiene 500 calici o coppe per l'olio. È sapientemente strutturata sia nella costruzione che nella decorazione. Vicino alla cupola, la flora è ritagliata e cesellata.
Accanto a questo edificio religioso, si trovano edifici storici, la maggior parte dei quali risalenti al XII secolo. Tra gli altri, merita di essere menzionata la Madrasa di Abu El Hassan, costruita nel 1332.
Un po' più avanti, ma sempre sulla stessa piazza, domina la moschea andalusa, il cui minareto è più largo in alto che alla base.

### Bastioni e fortificazioni

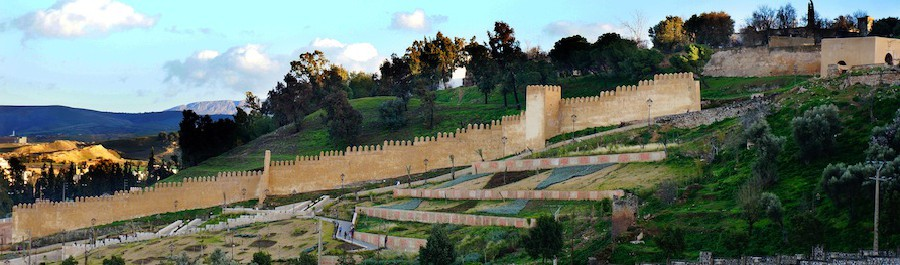
Le scale Droj Bab Jemâa

Lunghi quasi 3 km, sono opera di 'Abd al-Mu'min, sultano almohade del XII secolo, ma furono più volte rimaneggiati. Alla rotonda della Gendarmeria, la scalinata Drouj Bab Jemâa di fronte a voi conduce a Bab Jemâa, l'ingresso principale della medina.
All'angolo sud-est si trova il "Bordj du Bastioune" costruito tra il 1578 e il 1603 da Ahmad al-Mansur. Si tratta di un solido edificio quadrato costruito dai Sa'diani nel XVI secolo, per rafforzare la difesa della città su questo lato. Tuttavia questo monumento necessita di importanti lavori di restauro. Da Bab El Guebour (la porta oggi non esiste più), seguiamo da vicino i bastioni che attraversiamo a ovest di Bab Titi: qui le mura furono raddoppiate nel XIV secolo. La cinta muraria termina al limite del pianoro con la torre semicircolare Sarrasine, di epoca almohade. Tutte queste mura, nel loro ambiente montuoso dove gli ulivi disegnano i loro ricami, hanno una sorta di grandezza selvaggia, che ritroviamo, ancora più forte, a Bab Er-Rih.

### Bab Er-Rih

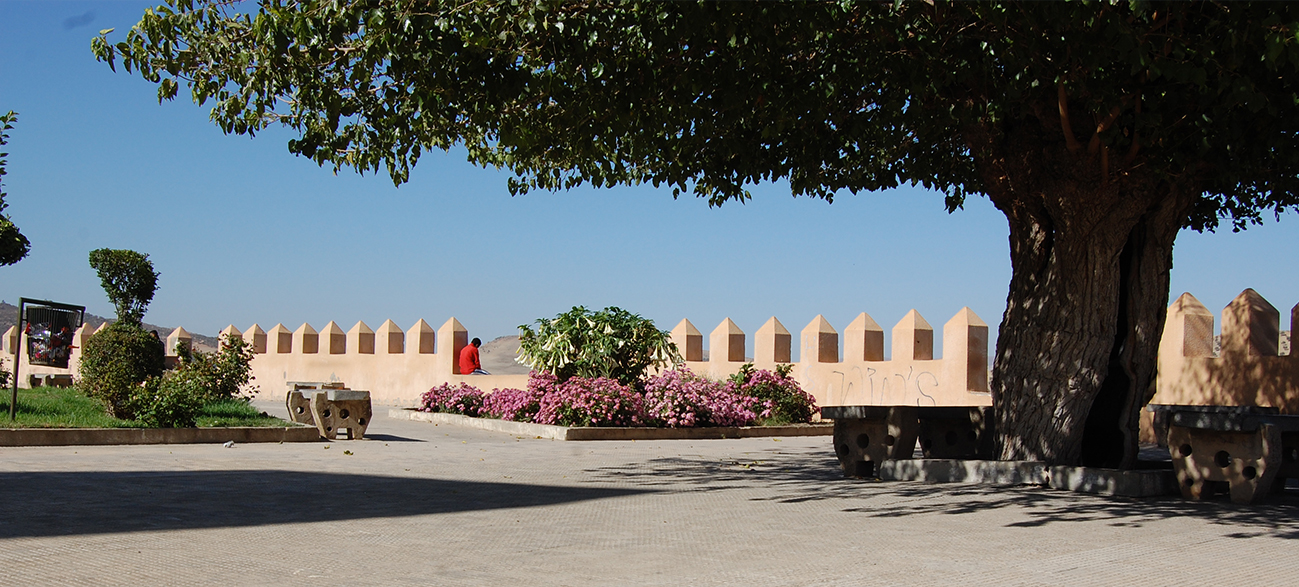
Vicino a Bab Rih

È la “porta del Vento”, il vento dell'ovest che si precipita nella fessura del Taza. Nei pressi di questo barbacane si ha una visuale molto estesa: all'estrema sinistra, le pendici boscose del Jbel Tazekka; di fronte, oltre lo uadi Taza, la montagna di Lalla Mimouna costellata di giardini terrazzati, poi le colline brulle che sostengono il Rif, preda di canaloni; a destra il paese nuovo di Taza nel suo verde parco con in lontananza il Rif.

## Economia
Taza dispone di infrastrutture alberghiere e turistiche. Il complesso turistico Jnane Taza, situato all'ingresso occidentale della città, ha aperto i battenti nel 2014, seguito nel 2015 da un hotel-caffetteria-ristorante, situato nel centro della città vicino alla stazione ferroviaria.
Il complesso Agora Park, inaugurato prima dell'estate 2019, si trova all'ingresso nord-est della città. Avendo una posizione strategica, è un complesso turistico, composto da un parco acquatico, una stazione di servizio Afriquia, un bar-ristorante, una moschea, una piscina coperta, un'area giochi coperta oltre ad una City. 
Sono in costruzione il Sofitel Agora Spa/Hotel (4 stelle), una sala conferenze e una palestra.
La città ha un centro commerciale Marjane e un Atacadão.
L'industria è limitata ad alcune fabbriche tessili e di lavorazione alimentare, nonché a un mercato ittico all'ingrosso. È in costruzione il mercato settimanale della città, situato lungo la superstrada in direzione Al-Hoceïma.
Situata a circa 12 km a nord-ovest della città, la prima fase del parco eolico di Taza è composta da 27 turbine eoliche con una capacità unitaria di 3,23 MW prodotte da General Electric. È stato messo in servizio il 1 giugno 2022. Il parco eolico Taza, con una potenza totale di 150 MW, mobiliterà un investimento totale di 2,5 miliardi di DH.
La qualità della sua pietra è molto apprezzata anche come rivestimento delle facciate, in tutto il Marocco e anche a livello internazionale.

## Dintorni di Taza

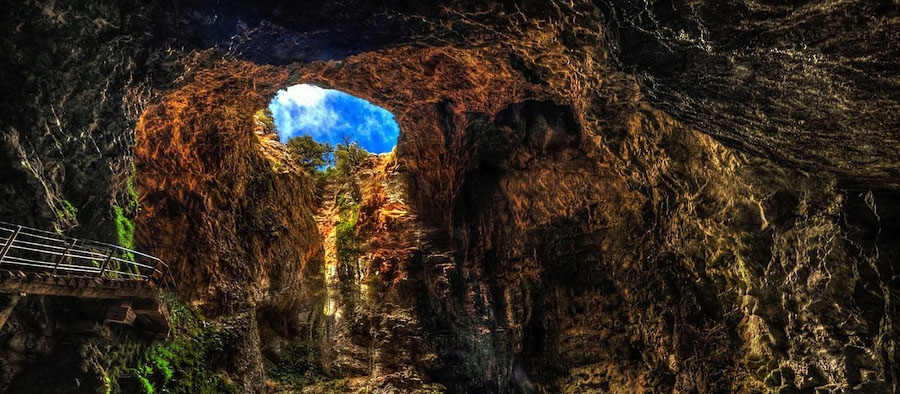
La Grotta di Friouato

È una delle grotte più grandi della regione. Speleologi e avventurieri ammireranno le dimensioni e la meraviglia delle sue numerose stanze, che completano i diversi paesaggi naturali del parco nazionale di Tazekka. Norbert Casteret è andato lì.

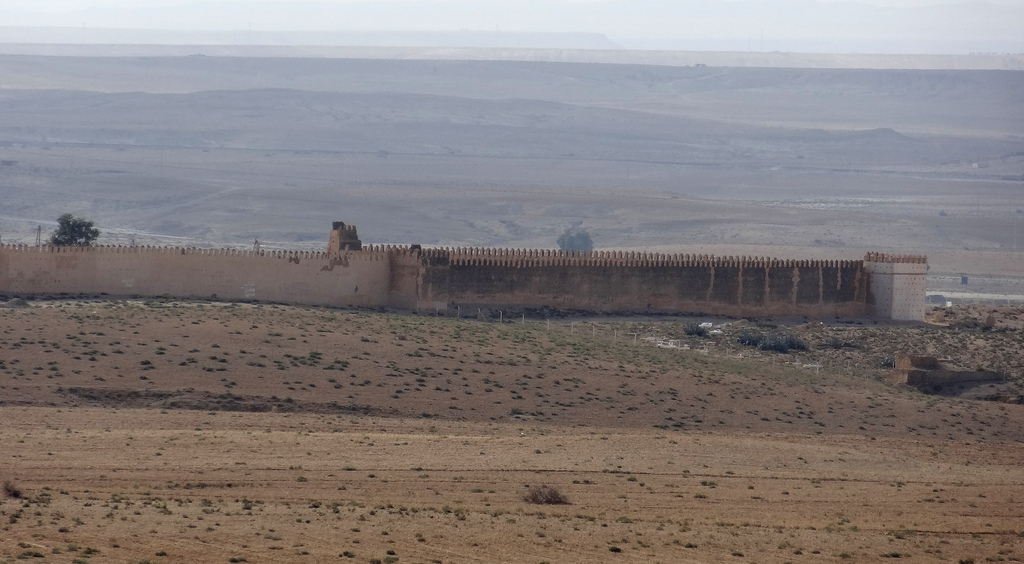
Kasbat Msoun

### Kasbat Msoun
Oggi è una Kasbat abbandonata, in località Msoun.

### Aïn Al-Hamra
Situato sulle montagne del Rif tra Ajdir e Aknoul tra gli Igzennayen, il villaggio di Aïn-Al Hamra è noto per la sua fonte d'acqua dalle proprietà medicinali.

### Tmourghout
A 60 chilometri da Taza, in una magnifica valle sorge il villaggio berbero di Tmourghout, alla foce di due fiumi affluenti del uadi Mellellou, sulla strada regionale 507 che collega Taza a Jbel Bouiblane. Un asse turistico con risorse interessanti (Ras-El-Ma, Gouffre Ifri, Bab Boudir, Bab larbaa, Maghraoua, Tmourghout, Gorges Bizi l'uadi Albared e la sua sorgente Ighaz, Jbel Adrar Ouboumlal, lago Guelta Tamda, Tamtroucht, Jbel Bouiblane e Rifugio Taffert).
Mohamed Aallam (nativo e originario del villaggio di Tmourghout)
La popolazione vive principalmente dell'allevamento di capre locali, di una piccola, se non arcaica, agricoltura e dei contributi dei parenti che vivono in città. La ricchezza della foresta (carrubi e cedri in particolare) è poco sfruttata.

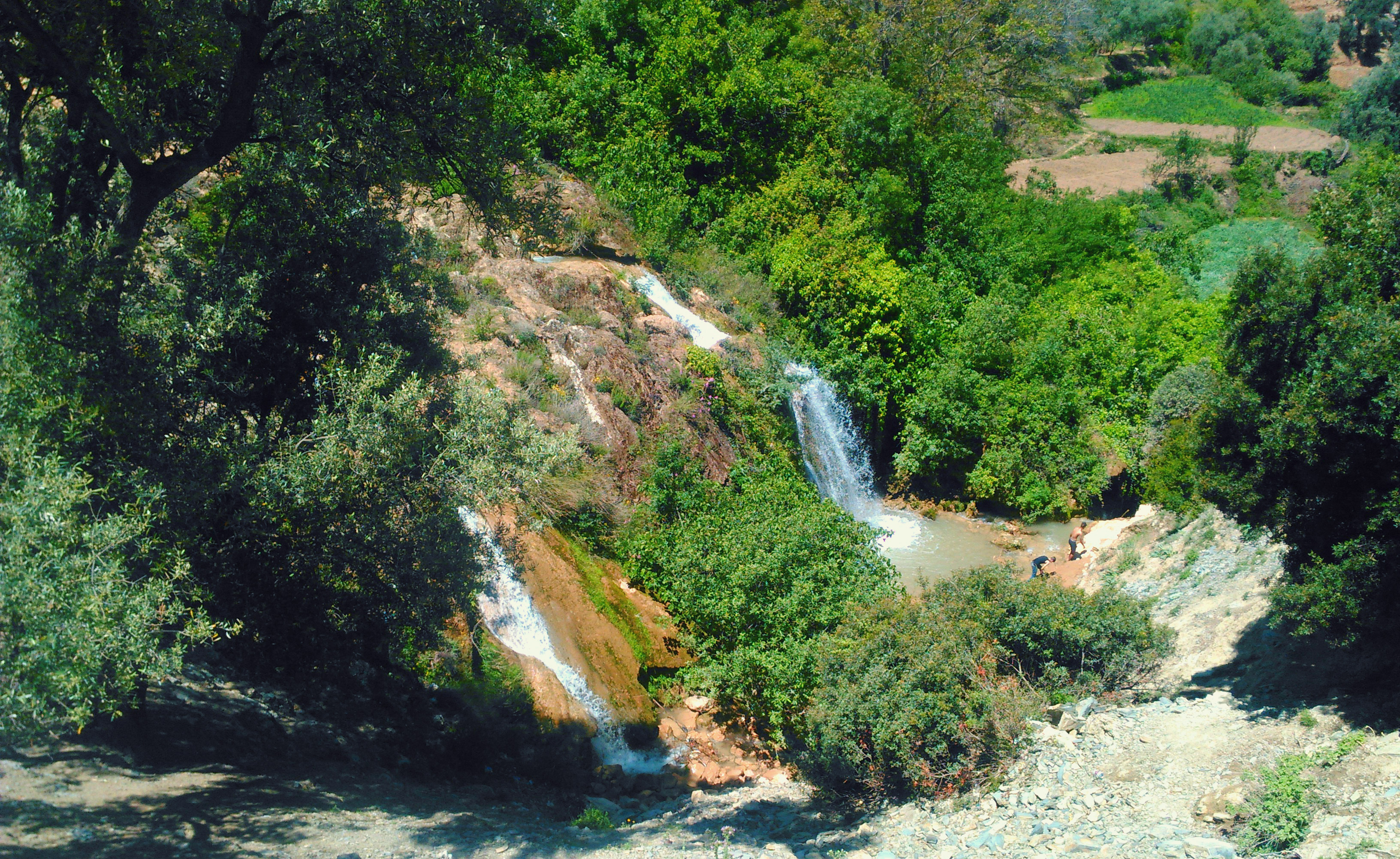
Le Cascate Ras El Ma

Gli unici stabilimenti economici (nel 2011) sono un'unità privata di produzione di olio d'oliva, situata vicino al Bouchfaâ douar, alla cooperativa olivicola Aghbal e alla locanda rurale Ain Sahla.
Secondo una leggenda orale ancora viva, il personaggio noto come Bouhmara, che rivendicò il trono tra il 1902 e il 1908, avrebbe vissuto tra Aghbal e Ahl Boudriss più che a Taza, città che utilizzò come capitale ufficiale della sua breve vita. regno.
Per i giovani dei douars, il comune rurale di Bouchfaâ sarebbe uno dei più ricchi del Marocco, grazie alla ricchezza delle sue foreste.

### Oued Amlil
Situato nel cuore del Paese di Ghiata, sulla strada nazionale N6 tra Fez e Taza (a 29 km da quest'ultima). È raggiungibile anche tramite uno svincolo dedicato sull'autostrada A2. Oued Amlil è famosa per i suoi ristoranti, per la sua agricoltura e per le sue cave di pietra.

### Bab Marzouka
Una decina di chilometri a ovest di Taza, e sulla strada nazionale N6 verso Fez, si trova la città di Bab Marzouka. È un comune denso con un entroterra molto diversificato. Bab Marzouka occupa infatti una valle panoramica e fertile. È un centro commerciale essenziale per gli abitanti di Beni Wajjan, Sidi Ahmed ben Ahmed...
L'entroterra è costituito da ripide montagne che continuano il massiccio del Tazekka.
È abitato dai Ghiata (di lingua araba) ma anche dai Bni Warayen (di lingua berbera).

## Cultura

### Eventi

#### Festival Internazionale del Teatro per Bambini
Il Festival Internazionale del Teatro per i bambini di Taza torna, dal 25 al 28 aprile, nella sua 19a edizione con la partecipazione di 13 paesi, ognuno dei quali svelerà le sue novità in termini di spettacoli teatrali per il pubblico giovane. Sotto l'Alto Patronato di Sua Maestà il Re Mohammed VI, questo evento annuale è organizzato dal Ministero della Cultura e della Comunicazione, in collaborazione con la città di Taza, il Consiglio di Fès-Meknès e il Consiglio Regionale di Taza. Saranno presenti numerose compagnie locali, nazionali, arabe e straniere, con spettacoli di bambini provenienti dal Libano, Emirati Arabi Uniti, Tunisia, Slovenia, Italia, Ucraina, Palestina e Marocco, oltre a spettacoli teatrali di compagnie locali e nazionali. Il tutto è stato selezionato da un comitato specializzato formato a questo scopo, per offrire ai bambini della provincia di Taza un grande programma. E questo oltre ad attività didattiche e di intrattenimento in numerosi spazi della città e dei suoi dintorni. Il programma di questa edizione prevede anche laboratori formativi per bambini e giovani adolescenti, per insegnare loro i primi rudimenti del teatro. Inoltre, la cittadina di Taza sarà animata, durante tutto il periodo del festival, da spettacoli di strada con musica, giochi, acrobazie, laboratori aperti, ecc.), oltre che da una mostra fotografica. E questo in aggiunta alle performance e agli spettacoli nelle diverse sale della città.

#### Festival delle Olive
Avviato dalla direzione provinciale del Ministero dell'Agricoltura e della Pesca Marittima della provincia di Taza, questo evento rientra negli obiettivi del Piano Marocco Verde (PMV) destinato a sviluppare la produzione olivicola nella regione e a rafforzare la competitività del settore. Il programma del festival copre diversi ambiti tra cui "la presentazione del settore olivicolo", "la presentazione del settore olivicolo al PMV", "la presentazione dei risultati dei progetti realizzati" e "le tecniche per produrre un olio di alta qualità".
Comprende anche concorsi agricoli relativi ai migliori produttori ed espositori tra cui “miglior prezzo produttore di olive”, “miglior allevatore di bestiame” e “miglior stand”.
Il festival provinciale dell'olivo di Taza, organizzato in coordinamento con la direzione agricola regionale di Taza-Al Hoceima-Taounate, mira anche a promuovere il settore olivicolo e aumentare la competitività dei prodotti agricoli al fine di promuovere migliori condizioni di produzione e commercializzazione dei prodotti olivicoli il mercato.
La prima edizione è stata avviata con il tema “Promozione del settore olivicolo e sfide dello sviluppo locale”.

### Media

#### Stampa
A Taza, come in molte altre città del Marocco, non ci sono quotidiani che siano esclusivamente locali. Tuttavia, i residenti di Taza leggono quotidiani marocchini che coprono eventi a livello nazionale e talvolta regionale. I principali quotidiani marocchini che potrebbero essere letti anche a Taza includono:
Cartacei
- Le Matin: Un quotidiano francofono che tratta temi politici, economici, culturali e sportivi.
- Al Ahdath Al Maghribia: Un quotidiano in arabo che offre notizie aggiornate su politica, economia e cultura.
- L'Economiste: Un quotidiano focalizzato sull'economia, la finanza e gli affari, in francese.
- Assabah: Un altro importante quotidiano in arabo, che copre notizie politiche, sociali e culturali.
- Aujourd'hui le Maroc: Un quotidiano che offre articoli in francese, con focus su politica, economia, cultura e affari.

Digitali
- Le360: Un sito di notizie online che copre una vasta gamma di argomenti, tra cui politica, economia, cultura e sport. È uno dei siti di notizie più popolari in Marocco
- Hespress: Un altro popolare quotidiano online in arabo che fornisce notizie locali, nazionali e internazionali. È molto seguito per la sua copertura di eventi politici e sociali.
- Medi1: Questo portale offre notizie online in arabo e francese, con una copertura completa di temi politici, economici e culturali

Mentre questi giornali sono distribuiti a livello nazionale, alcuni potrebbero essere facilmente reperibili anche a Taza, sia in edicola che online, in versioni cartacee o digitali. Molte persone leggono quotidiani online per essere aggiornati sulle notizie.

#### Televisioni e Radio
Le principali emittenti nazionali marocchine che si vedono anche a Taza sono:
- Al Aoula (1M) – È il canale televisivo di stato marocchino e uno dei principali nel paese, trasmette programmi in arabo e francese.
- 2M – Un altro canale di stato che offre una programmazione variegata in arabo e francese.
- Medi 1 TV – Una rete privata che trasmette notizie e programmi vari in arabo e francese.
- SNRT (Société Nationale de Radiodiffusion et de Télévision) – È l'ente pubblico che gestisce più canali.
- Chada TV – Un canale privato che offre programmi di intrattenimento e cultura.

Oltre a questi canali nazionali, è possibile ricevere anche emittenti internazionali via satellite, come France 24, BBC Arabic, e canali turchi e spagnoli.
A livello radiofonico invece, sono attive 11 radio

### Istruzione
A Taza ci sono numerose scuole primarie e più di 10 scuole secondarie inferiori. Per l'istruzione superiore, i principali licei includono il Lycée Ibn Khaldoun (generale), il Lycée Allal al-Fasi (scienze e lingue) e il Lycée Technique (indirizzo tecnico). La città dispone anche di almeno 3 centri di formazione professionale e una facoltà legata all'Università Sidi Mohamed Ben Abdellah. L'offerta educativa è ampia e copre vari indirizzi e livelli.
La città è sede anche di un conservatorio, in cui si studiano musica e arti coreografiche. Offre corsi in vari strumenti musicali, canto e danza, con particolare attenzione alle tradizioni musicali e coreografiche marocchine. Gli studenti hanno l'opportunità di partecipare a concerti, spettacoli e altre attività culturali, contribuendo così alla vivacità culturale della regione.

### Teatro e cinema
Il principale teatro della città (e anche l'unico) è il Théâtre Municipale, conosciuto per aver ospitato eventi culturali significativi, come il Festival Internazionale del Teatro per Bambini. Questa manifestazione annuale attira compagnie teatrali da diverse parti del mondo, offrendo spettacoli dedicati a un pubblico giovane e promuovendo la cultura teatrale tra i più piccoli.
Inoltre, il Théâtre de Haute ha ospitato la seconda edizione del Festival Nazionale di Musica e Arti Performative, un evento che celebra l'identità culturale marocchina attraverso diverse forme artistiche. 
Colisi, Atlas, Majestic, e Friouato, sono cinema di cui è rimasto solo il nome. Dopo anni di abbandono, sono stati costretti a chiudere i battenti, a ritirare le sedie, a togliere gli schermi e addirittura Al-Zanoun, Ahmed, Khadija e Hendrija, che illuminavano la strada con le loro torce, cercando un posto nelle sale cinematografiche.
Gli abitanti di Taza hanno un bellissimo ricordo delle sale, e le sale hanno un bellissimo ricordo dei film “occidentali”, delle opere internazionali, delle danze indiane, dell'azione americana, della semplicità francese e dell'eleganza italiana.

### Cucina
La cucina di Taza, come quella di molte altre città del Marocco, è influenzata dalla tradizione culinaria del paese, che mescola sapori berberi, arabi e andalusi, con un forte uso di spezie, erbe aromatiche, carne, pesce e verdure fresche. La città beneficia della ricca tradizione gastronomica del Marocco centrale, ma ha anche alcuni piatti tipici che riflettono le tradizioni locali. Alcuni di questi sono Tajine, Cuscus, Pastilla, Harira, Mechoui (carne di agnello arrosto), Briouats (piccole sfoglie ripiene), Khobz (tipico pane marocchino), e non per importanza, la frutta secca.
Mandorle, miele, cannella e acqua di rose sono ingredienti tipici dei dolci, con cui si fanno shebakia (dolci fritti immersi nel miele) o sellou (una pasta a base di mandorle e sesamo).
Le spezie più usate sono cumino, zafferano, coriandolo, cannella, curcuma, paprika e pepe nero. Inoltre, ingredienti come olio d'oliva, aglio, cipolla e limone conservato sono essenziali in alcuni piatti.

### Canzoni che parlano di Taza
Sono tanti i cantanti e i gruppi che hanno dedicato canzoni alla città. Le più famose sono "C'était bien à Taza", "J'avais 15 ans", e "Danse guerrière" (in onore di un folklore). Nel 2021 venticinque musicisti locali hanno collaborato con "Le Meilleur de la Musique Andalouse" per creare il "Chant de Taza", che ha raggiunto i 1151 likes su Facebook.

### Film girati a Taza
La città è stata una location per diversi film, grazie alla sua posizione scenografica e alla sua architettura tradizionale che si presta a rappresentare vari ambienti storici e naturali. Alcuni film noti girati a Taza o nelle sue vicinanze includono "The Mummy" (1999), sebbene gran parte delle riprese siano state effettuate in Egitto e in altri luoghi del Marocco, e "Khaled, the Devil's Son" (2019), parzialmente girato nella regione, sfruttando i paesaggi montuosi e le zone più remote della città.
In generale, Taza non è una delle località più frequentemente utilizzate per le riprese cinematografiche internazionali, ma la sua vicinanza ad altre destinazioni popolari (come Ouarzazate, spesso chiamata "Hollywood d'Africa") la rende una destinazione attraente per alcuni progetti.

## Infrastrutture e trasporti

### Trasporti extraurbani

#### Strade
Taza è accessibile da est e da ovest prendendo una delle due uscite dell'autostrada A2 che la collega a Rabat e Oujda. È accessibile anche dalla strada nazionale N6 che collega Fez a Oujda. Taza è collegata alla città di Al-Hoceïma, grazie alla superstrada A29, ma anche in Midar, Driouch e Nador da Kassita utilizzando la strada nazionale N2.

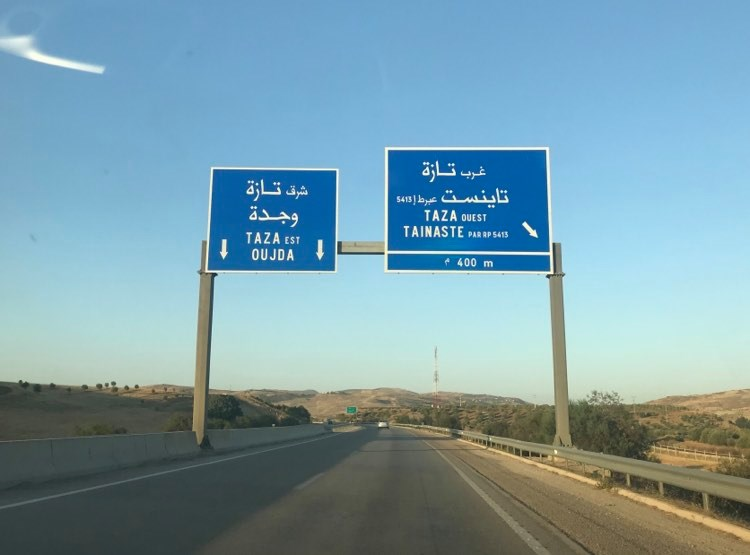
L'A2 all'uscita Taza-Ovest, direzione Oujda

#### Ferrovie
La località di Taza si trova sulla linea ferroviaria Fez-Oujda, che la collega alle principali città del Marocco:
• via Fez: Meknes, Rabat, Casablanca, Marrakech e Tangeri;
• via Taourirt: Nador e Oujda.
L'elettrificazione della linea è prevista per il 2014. È in costruzione una nuova stazione ferroviaria, sempre nella stessa posizione.

### Trasporti urbani

#### Trasporto pubblico in città
I “Taxi Blu”, detti anche “Petit Taxi” sono utilizzati come mezzo di trasporto per gli spostamenti all'interno del perimetro urbano. Accettano fino a tre passeggeri alla volta. La compagnia "Foughal Bus" offre diverse linee all'interno del perimetro urbano, ma anche tra i sobborghi della città e una decina di chilometri fuori Taza. La rete degli autobus è in fase di rinnovamento, con l'arrivo di nuovi autobus moderni.
È in fase di fine costruzione una stazione degli autobus situata all'ingresso est della città, in sostituzione di quella nel centro cittadino.

### Gemellaggi
La città ha stabilito relazioni di gemellaggio con le seguenti città:
- Srebrenica, dal 2007.
- Dole, dal 2010.